# Katja Schumann
Katharina "Katja" Schumann (16 de septiembre de 1949) es una artista y empresaria de circo sueco-danesa que actuó, entre otros, en el Cirkus Schumann y el Big Apple Circus. Es parte de la quinta generación de la familia circense Schumann, dinastía reconocida por sus espectáculos ecuestres.Recibió en 1974 el premio La Dame du Cirque del Festival Internacional de Circo de Montecarlo y en 2022 el Premio Danés de Circo.

## Trayectoria
Schumann era hija de Ernst "Max" Schumann, propietario del Cirkus Schumann de Dinamarca, y de Vivi Merete Mikkelsen, hija de un veterinario danés. Actuó como bailarina a caballo en el circo propiedad de su familia, siendo la quinta generación en hacerlo. Protagonizó su propio acto a los 10 años e hizo apariciones en el programa hasta 1983. El término "Schumannship" se acuñó por la familia Schumann, invocando sus habilidades ecuestres, siendo su especialidad el arte de la doma.
En 1981, hizo su primera aparición en el Big Apple Circus de Paul Binder. Se casó con Binder en 1985, año en el que también se convirtió en la primera mujer en los Estados Unidos en interpretar El Mensajero de San Petersburgo, creada por Andrew Ducrow. También se formó en la escuela superior de ecuyere. Schumann tuvo dos hijos con Binder, Katherine (n.1985) y Max (n. 1987). En 1992, actuó en el Big Apple Circus con su padre y su hija, y en años posteriores actuó con su hijo y su sobrina.El matrimonio se disolvió en 2004, lo que originó que  Schumann se uniera al circo Flora.
Mientras trabajaba en los Estados Unidos, presentó una amplia variedad de caballos, con especial interés en los caballos árabes y Saddlebred americano. Schumann prestaba ocasionalmente sus caballos en otros espectáculos y a sus artistas, como el jinete Timi Loyal que monta a pelo en la compañía ecuestre Loyal-Suarez, y pastoreaba a los animales en granjas cercanas cuando no estaban trabajando.
Regresó a Dinamarca en 2008 para actuar en el Circo Dannebrog. Después, pasó unos años con el proyecto No Name Circus, de Jens Oluf "Luffe" Bøgh en Solbjerg, al norte de Hadsund. Entre 2012 y 2013, realizó una gira de verano con el Cirkus Mascot.
En 2015, Schumann compró una antigua granja de cerdos en ruinas en Løkken-Vrå, Dinamarca, una ciudad turística en la parte norte de Jutlandia. Junto a su socio, Bøgh, renovaron la propiedad para convertirla en Cirkusgården, un complejo que cuenta con una granja de animales, un circo de temporada con capacidad para 150 espectadores y un museo que muestra la historia y los artefactos familiares de los Schumann, en la que se pueden observar trajes históricos, efectos diversos y reportajes fotográficos de una larga vida circense a través de varias generaciones.
Es sobrina de la artista de circo española, Paulina Andreu.

## Reconocimientos
En 1974, ganó el premio La Dame du Cirque en el Festival Internacional de Circo de Montecarlo. En 1976, obtuvo la medalla de oro en el Campeonato Mundial de Circo en Londres. En 2022, fue galardonada con el Premio Danés de Circo (Den Danske Cirkuspris), el mayor reconocimiento del sector en Dinamarca como parte del patrimonio cultural danés, establecido en 1957, y reanudado en 2016, se celebra anualmente en agosto, impulsado por el ministro de Cultura y la Asociación Danesa de Amigos del Circo; siendo éste, el tercero recibido por la familia Schumann, tras el entregado a su tío Albert Schumann en 1968 y a su primo Benny Schumann en 2019. 

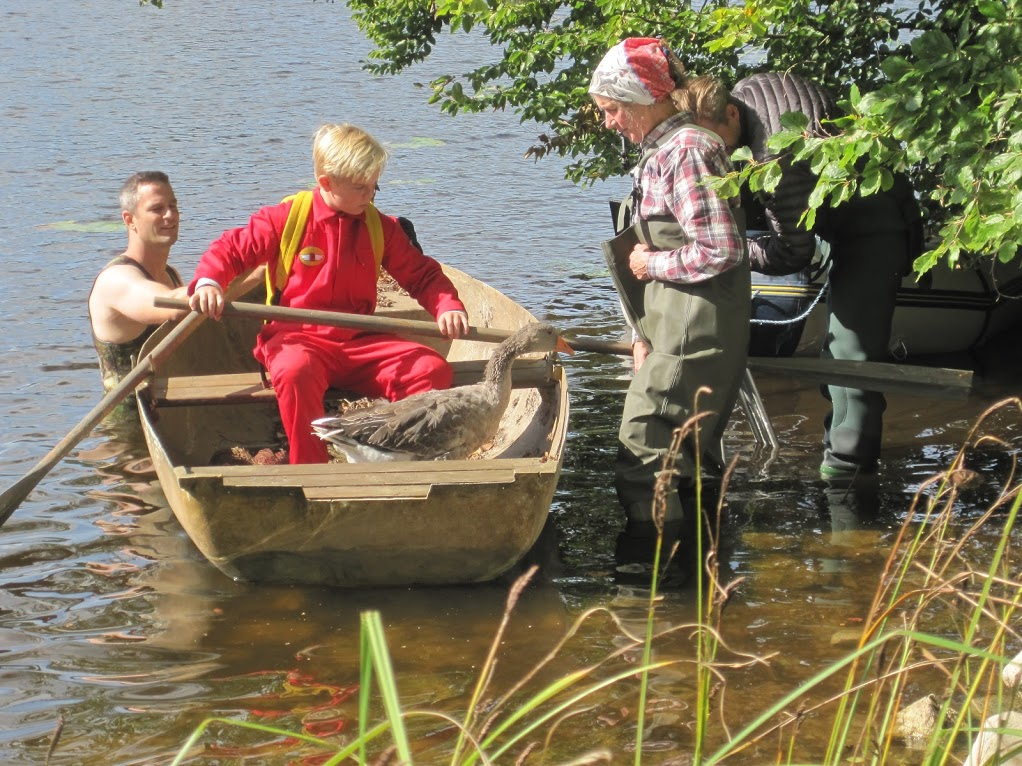
Katja Schumann en Gooseboy

### En el cine
En 1965, apareció en Circus Schumann Horses, un cortometraje documental sobre su familia, dirigido por su primo Benny Schumann. En 1990, se rodaron escenas de la película Alice de Woody Allen en el Big Apple Circus; Schumann aparece mostrando los caballos. En 1991, también participó en el documental de HBO: The Big Apple Circus, que conmemora el 15º aniversario del espectáculo, narrado por su entonces marido, Binder. En 2019, trabajó en el rodaje de Gooseboy, una película familiar sobre un joven danés y su guía de gansos; Schumann proporcionó su ganso entrenado y fue acreditada en ella como "cuidadora de animales". En 2023, apareció en Somewhere by the Sea, de Anne Svejgård Lund, un documental sobre la gente del norte de Dinamarca.

### En la literatura
Schumann junto a las amazonas de circo Catherine Durand Henriquet, Eloise Schwarz King y Géraldine Katharina Knie escribieron el prólogo de los libros de Hilda Nelson: Ecuyere of the Nineteenth Century in the Circus - with an Epilogue on Four Contemporary Ecuyeres (2001) y Great Horsewomen of the 19th century in the Circus - And an Epilogue on Four Contemporary Écuyeres: Catherine Durand Henriquet, Eloise Schwarz King, Géraldine Katharina Knie, and Katja Schumann Binder (2015).